# Ralliart

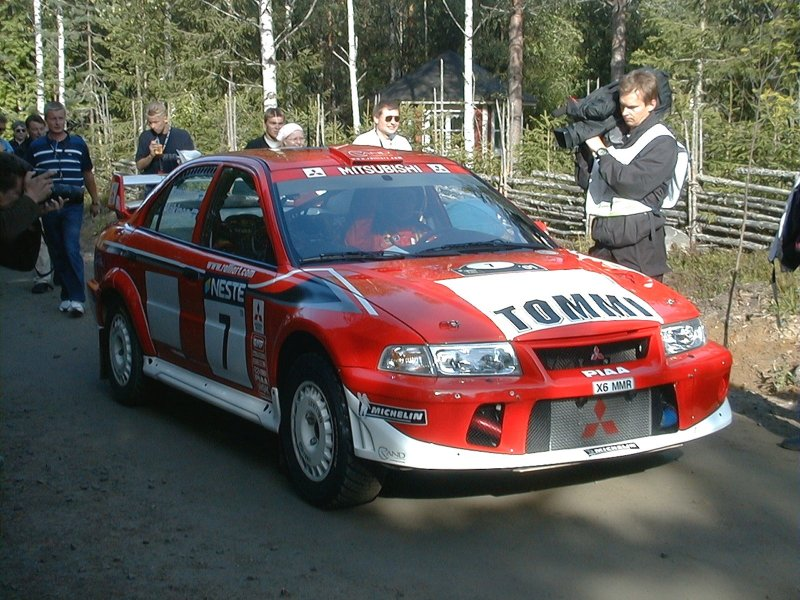
Tommi Mäkinen al volante di una Mitsubishi Lancer Evolution, con la quale si è laureato 4 volte consecutivamente campione del mondo rally

La Ralliart è una divisione della Mitsubishi Motors Corporation. Fu fondata come reparto corse nel 1984. La sua principale attività è quella di preparare le vetture per il Campionato Mondiale Rally e per le gare di rally raid come il Rally Dakar e di preparare parti per il tuning di veicoli stradali.
La sede è in Giappone con distaccamenti in Australia, Nuova Zelanda, Thailandia, Singapore, Inghilterra, Italia, Cina, Spagna, Portogallo e Oman.
Per partecipare alla Parigi-Dakar è stato usato il Pajero in una versione Evoluzione rispetto al modello di serie.

## Storia
La Ralliart fino al 1990 ha preso parte al Campionato del mondo rally (WRC) con la Galant VR-4, ma per ovviare a problemi di peso e per diventare più competitivi si decise di passare alla più compatta Lancer con la prima elaborazione da parte della Ralliart conosciuta come Lancer EVO I.
Per poter partecipare al WRC nel Gruppo A era obbligatorio sottostare a delle regole molto restrittive. Questo però non ha influenzato l'evoluzione del modello col passare degli anni, arrivando ai giorni nostri con il modello Lancer EVO X.

## Palmarès

### Campionato del mondo rally
- 1 Campionati del mondo marche (1998)
- 4 Campionati del mondo piloti con Tommi Mäkinen (1996, 1997, 1998, 1999)
- 2 Campionato europeo rally con Erwin Weber (1992) e Renato Travaglia (2005)

### Parigi Dakar
- - 12 Rally Dakar (1985, 1992, 1993, 1997, 1998 e dal 2001 al 2007)
- - 1 Coppa del mondo rally raid (2003)